# Gertrude (restaurant)
Gertrude is een restaurant in de Bosboom Toussaintstraat in de Amsterdamse wijk Oud-West.
Gertrude opende in maart 2020 de deuren. Eigenaren waren Géza Weisz en Tijn Verstappen. Na een jaar trokken zij als chef Amadou Dia aan, die eerder kookte voor restaurant Bordewijk aan de Noordermarkt en Boca Cocktail Lounge in Barcelona. Hij is inmiddels mede-eigenaar.
In maart 2022 kende GaultMillau Gertrude 13,5 van de 20 punten toe.